# Łambinowice (gmina)
Łambinowice – gmina wiejska w województwie opolskim, w powiecie nyskim. W latach 1945–1975 gmina należała do powiatu niemodlińskiego. W latach 1975–1998 gmina położona była w województwie opolskim.
Siedziba gminy to Łambinowice.
W 2018 roku gminę zamieszkiwały 7602 osoby.

## Struktura powierzchni
Według danych z roku 2002 gmina Łambinowice ma obszar 123,71 km², w tym:
- użytki rolne: 68%
- użytki leśne: 17%

Gmina stanowi 10,11% powierzchni powiatu.

## Demografia

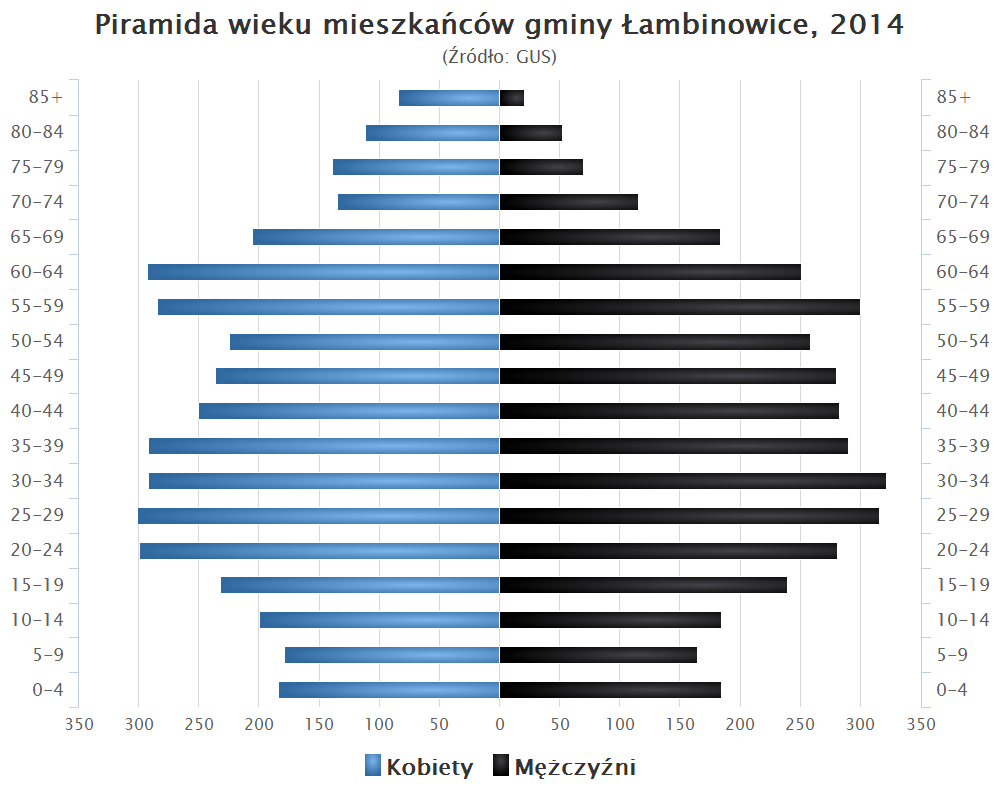
Piramida wieku mieszkańców gminy Łambinowice w 2014 roku

Dane z 30 czerwca 2004:
| Opis                              | Ogółem | Ogółem | Kobiety | Kobiety | Mężczyźni | Mężczyźni |
| --------------------------------- | ------ | ------ | ------- | ------- | --------- | --------- |
| jednostka                         | osób   | %      | osób    | %       | osób      | %         |
| populacja                         | 8264   | 100    | 4096    | 49,6    | 4168      | 50,4      |
| gęstość zaludnienia (mieszk./km²) | 66,8   | 66,8   | 33,1    | 33,1    | 33,7      | 33,7      |

## Sąsiednie gminy
Korfantów, Niemodlin, Nysa, Pakosławice, Skoroszyce, Tułowice